# Gypsy & The Cat
Gypsy & The Cat ist ein Indie- bzw. Dream-Pop-Duo aus dem australischen Melbourne und besteht aus den beiden DJs Xavier Bacash und Lionel Towers.

## Geschichte
Die Band hatte ihren ersten Auftritt im Jahr 2010 in London. Im November 2010 erschien das Debüt-Album mit dem Titel Gilgamesh, aus dem einige Stücke massives Airplay auf australischen Radiosendern wie Triple J oder Nova erhielten. Insgesamt erreichten drei der Titel eine Platzierung in den Triple J Hottest 100 des Jahres 2010. Gypsy & The Cat waren für den australischen Musikpreis J Award 2010 nominiert.
Im Juni 2011 ging die Band auf Tournee durch Australien. Sie traten als Vorband während Kylie Minogues Aphrodite Tour auf. Ab August 2011 wurde das Lied Jona Vark der Band in den Trailern des Musiksenders VIVA gespielt und löste damit Young Blood der neuseeländischen Band The Naked and Famous ab. Jona Vark wurde am 5. August 2011 in Deutschland veröffentlicht, das zugehörige Album Gilgamesh folgte am 26. August.
Im Herbst 2011 wurde ihr Lied Time to Wander zum Trägertitel eines Vodafone-Werbespots. Der Song erschien am 9. Dezember 2011 zum Download auf deutschen Musikportalen.
Nach ihrer Australien-Tour und der Namen "It’s a Fine Line" meldeten sie sich im März 2015 mit ihrer neuen Single Lost Control zurück.
Das zweite Album mit dem Titel The Late Blue erschien am 19. Oktober 2012 in Australien und kurze Zeit später auch in Europa.
Am 14. Juli 2016 gab das Duo bekannt, dass Virtual Islands das letzte Album sein wird. Gypsy & The Cat spielten ihr letztes Konzert am 2. Oktober 2016 im Newtown Social Club in Sydney.
Am 31. Juli 2023 kündigten sie ihr offizielles Comeback über Facebook an. Passend zu ihrer Rückkehr erschien ihre neue Single Dust, die am 6. September veröffentlicht wurde. Einen Tag vorher gab es bereits das Musikvideo zum Song. 

## Diskografie

### Alben
- 2010: Gilgamesh (RCA / Sony)
- 2012: The Late Blue (Alsatian Music)
- 2016: Virtual Islands (Alsatian Music)

### Singles
- 2010: The Piper’s Song (Eigenveröffentlichung)
- 2010: Time to Wander (Young and Lost Club)
- 2011: Jona Vark (RCA / Sony)
- 2012: Sorry
- 2015: Lost Control
- 2016: Inside Your Mind (Alsatian Music)
- 2016: I Just Wanna Be Somebody Else (Mucho Bravado)
- 2023: Dust (Alsatian Music)